# Sielsowiet girjański
Sielsowiet girjański (ros. Гирьянский сельсовет) – jednostka administracyjna wchodząca w skład rejonu biełowskiego w оbwodzie kurskim w Rosji.
Centrum administracyjnym sielsowietu jest dieriewnia Girji.

## Geografia
Powierzchnia sielsowietu wynosi 65,51 km².

## Historia
Status i granice sielsowietu zostały określone 21 października 2004 roku.

## Demografia
W 2017 roku sielsowiet zamieszkiwało 2103 mieszkańców.

## Miejscowości
W skład sielsowietu wchodzą miejscowości: Girji, Kamysznoje, Krupiec, Piesczańskij.